# HIStory World Tour
Die HIStory World Tour war Michael Jacksons dritte und letzte Solo-Welttournee, welche Auftritte in Europa, Asien, Australien, Afrika und den Vereinigten Staaten umfasste. Startdatum war der 7. September 1996 mit dem Eröffnungskonzert in Prag, das letzte Konzert fand am 15. Oktober 1997 in Durban statt.
Es gab insgesamt 82 Konzerte auf fünf Kontinenten in 35 Ländern. Mit etwa 4,5 Millionen Besuchern weltweit brach Jackson seinen eigenen Rekord der größten Tournee, welche bis dahin die Bad World Tour war. Alleine in Deutschland wurden damals 500.000 Konzertkarten verkauft. Ebenfalls mit der HIStory World Tour brach Jackson seinen mit der Bad World Tour aufgestellten Rekord der kommerziell erfolgreichsten Tour aller Zeiten, insgesamt beliefen sich die Einnahmen auf 165 Millionen US-Dollar.

## Setlist
| 1. Gates of Kiev Intro 2. HIStory Medley (Scream / They Don’t Care About Us / In the Closet) 3. Wanna Be Startin’ Somethin’ 4. Stranger in Moscow 5. Smooth Criminal 6. The Wind Video Interlude 7. You Are Not Alone 8. The Way You Make Me Feel 9. Jackson 5 Medley (I Want You Back / The Love You Save / I’ll Be There) 10. Off the Wall Medley (Rock with You / Off the Wall / Don’t Stop ’til You Get Enough) 11. Remember the Time Video Interlude 12. Billie Jean 13. Thriller 14. Beat It (featuring Jennifer Batten) 15. Come Together / D.S. Medley (nur bis 3. Januar 1997 im Programm) 16. Panther Video Interlude 17. Dangerous 18. Black or White (featuring Jennifer Batten) 19. Earth Song 20. We Are the World Video Interlude 21. Heal the World 22. They Don’t Care About Us (Instrumental) 23. HIStory | 1. Gates of Kiev Intro 2. HIStory Medley (Scream / They Don’t Care About Us / In the Closet) 3. Wanna Be Startin’ Somethin’ 4. Stranger in Moscow 5. Smooth Criminal 6. The Wind Video Interlude 7. You Are Not Alone 8. The Way You Make Me Feel (nur bis 15. Juni 1997 im Programm) 9. Jackson 5 Medley (I Want You Back / The Love You Save / I’ll Be There) 10. Off The Wall Medley (Rock With You / Off The Wall / Don’t Stop Til You Get Enough) (nur bis 10. Juni 1997 im Programm) 11. Remember The Time Video Interlude 12. Billie Jean 13. Thriller 14. Beat It (featuring Jennifer Batten) 15. Blood on the Dance Floor (vom 31. Mai bis 19. August 1997 im Programm) 16. Panther Video Interlude 17. Dangerous 18. Black or White (featuring Jennifer Batten) 19. Earth Song 20. We Are the World Video Interlude 21. Heal the World 22. They Don’t Care About Us (Instrumental) 23. HIStory |

## Tourdaten
| Nr.                       | Datum              | Land                   | Stadt               | Veranstaltungsort                           | Besucher          | Einnahmen    |
| Leg 1 – 1996              | Leg 1 – 1996       | Leg 1 – 1996           | Leg 1 – 1996        | Leg 1 – 1996                                | Leg 1 – 1996      | Leg 1 – 1996 |
| Europa                    | Europa             | Europa                 | Europa              | Europa                                      | Europa            | Europa       |
| ------------------------- | ------------------ | ---------------------- | ------------------- | ------------------------------------------- | ----------------- | ------------ |
| 1                         | 7. September 1996  | Tschechien             | Prag                | Letná Park                                  | 125.000           | —            |
| 2                         | 10. September 1996 | Ungarn                 | Budapest            | Népstadion                                  | 50.000            | —            |
| 3                         | 14. September 1996 | Rumänien               | Bukarest            | Lia-Manoliu-Stadion                         | 70.000            | —            |
| 4                         | 17. September 1996 | Russland               | Moskau              | Dynamo-Stadion                              | 50.000            | —            |
| 5                         | 20. September 1996 | Polen                  | Warschau            | Bemowo Airport                              | 120.000           | —            |
| 6                         | 24. September 1996 | Spanien                | Saragossa           | La Romareda                                 | 45.000            | —            |
| Afrika                    |                    |                        |                     |                                             |                   |              |
| –                         | 27. September 1996 | Marokko                | Casablanca          | Stade Mohammed V                            | – abgesagt –      | – abgesagt – |
| Europa                    |                    |                        |                     |                                             |                   |              |
| 7                         | 28. September 1996 | Niederlande            | Amsterdam           | Amsterdam-Arena                             | 50.000            | —            |
| Afrika                    |                    |                        |                     |                                             |                   |              |
| –                         | 29. September 1996 | Marokko                | Casablanca          | Stade Mohammed V                            | – abgesagt –      | – abgesagt – |
| Europa                    |                    |                        |                     |                                             |                   |              |
| 8                         | 30. September 1996 | Niederlande            | Amsterdam           | Amsterdam-Arena                             | 50.000            | —            |
| Afrika                    |                    |                        |                     |                                             |                   |              |
| –                         | 2. Oktober 1996    | Agypten                | Kairo               | Stad El Qahira El Dawly                     | – abgesagt –      | – abgesagt – |
| Europa                    |                    |                        |                     |                                             |                   |              |
| 9                         | 2. Oktober 1996    | Niederlande            | Amsterdam           | Amsterdam-Arena                             | 50.000            | —            |
| Afrika                    |                    |                        |                     |                                             |                   |              |
| 10                        | 7. Oktober 1996    | Tunesien               | Tunis               | Stade El Menzah                             | 60.000            | —            |
| Asien                     |                    |                        |                     |                                             |                   |              |
| 11                        | 11. Oktober 1996   | Korea Sud              | Seoul               | Chamsil Olympic Stadium                     | 50.000            | —            |
| 12                        | 13. Oktober 1996   | Korea Sud              | Seoul               | Chamsil Olympic Stadium                     | 50.000            | —            |
| 13                        | 18. Oktober 1996   | Taiwan                 | Taipeh              | Zhongshan Soccer Stadium                    | 40.000            | —            |
| 14                        | 20. Oktober 1996   | Taiwan                 | Kaoshiung           | Open Air Field                              | 30.000            | —            |
| 15                        | 22. Oktober 1996   | Taiwan                 | Taipeh              | Zhongshan Soccer Stadium                    | 40.000            | —            |
| 16                        | 25. Oktober 1996   | Singapur               | Singapur            | Nationalstadion Singapur                    | 35.000            | —            |
| 17                        | 27. Oktober 1996   | Malaysia               | Kuala Lumpur        | Stadium Merdeka                             | 40.000            | —            |
| 18                        | 29. Oktober 1996   | Malaysia               | Kuala Lumpur        | Stadium Merdeka                             | 40.000            | —            |
| 19                        | 1. November 1996   | Indien                 | Mumbai              | Shahaji Raje Krida Sankul                   | 60.000            | —            |
| 20                        | 5. November 1996   | Thailand               | Bangkok             | Impact Mueang Thong Thani                   | 40.000            | —            |
| Australien und Neuseeland |                    |                        |                     |                                             |                   |              |
| 21                        | 9. November 1996   | Neuseeland             | Auckland            | Ericsson Stadium                            | 43.000            | —            |
| 22                        | 11. November 1996  | Neuseeland             | Auckland            | Ericsson Stadium                            | 43.000            | —            |
| 23                        | 14. November 1996  | Australien             | Sydney              | Sydney Cricket Ground                       | 40.000            | —            |
| 24                        | 16. November 1996  | Australien             | Sydney              | Sydney Cricket Ground                       | 40.000            | —            |
| 25                        | 19. November 1996  | Australien             | Brisbane            | ANZ Stadium                                 | 40.000            | —            |
| 26                        | 22. November 1996  | Australien             | Melbourne           | Melbourne Cricket Ground                    | 65.000            | —            |
| 27                        | 24. November 1996  | Australien             | Melbourne           | Melbourne Cricket Ground                    | 65.000            | —            |
| 28                        | 26. November 1996  | Australien             | Adelaide            | Adelaide Oval                               | 30.000            | —            |
| 29                        | 30. November 1996  | Australien             | Perth               | Burswood Dome                               | 20.000            | —            |
| 30                        | 2. Dezember 1996   | Australien             | Perth               | Burswood Dome                               | 20.000            | —            |
| 31                        | 4. Dezember 1996   | Australien             | Perth               | Burswood Dome                               | 20.000            | —            |
| Asien                     |                    |                        |                     |                                             |                   |              |
| 32                        | 8. Dezember 1996   | Philippinen            | Manila              | Asia World Manila                           | 55.000            | —            |
| 33                        | 10. Dezember 1996  | Philippinen            | Manila              | Asia World Manila                           | 55.000            | —            |
| 34                        | 12. Dezember 1996  | Japan                  | Tokio               | Tokyo Dome                                  | 45.000            | —            |
| 35                        | 15. Dezember 1996  | Japan                  | Tokio               | Tokyo Dome                                  | 45.000            | —            |
| 36                        | 17. Dezember 1996  | Japan                  | Tokio               | Tokyo Dome                                  | 45.000            | —            |
| 37                        | 20. Dezember 1996  | Japan                  | Tokio               | Tokyo Dome                                  | 45.000            | —            |
| –                         | 22. Dezember 1996  | Japan                  | Tokio               | Tokyo Dome                                  | – abgesagt –      | – abgesagt – |
| 38                        | 26. Dezember 1996  | Japan                  | Fukuoka             | Fukuoka Dome                                | 40.000            | —            |
| 39                        | 28. Dezember 1996  | Japan                  | Fukuoka             | Fukuoka Dome                                | 40.000            | —            |
| 40                        | 31. Dezember 1996  | Brunei                 | Bandar Seri Begawan | Jerudong Park                               | 40.000            | —            |
| Leg 2 – 1997              |                    |                        |                     |                                             |                   |              |
| Nordamerika               |                    |                        |                     |                                             |                   |              |
| 41                        | 3. Januar 1997     | Vereinigte Staaten     | Honolulu            | Aloha Stadium                               | 35.000            | —            |
| 42                        | 4. Januar 1997     | Vereinigte Staaten     | Honolulu            | Aloha Stadium                               | 35.000            | —            |
| Europa                    |                    |                        |                     |                                             |                   |              |
| 43                        | 31. Mai 1997       | Deutschland            | Bremen              | Weserstadion                                | 50.000            | —            |
| 44                        | 3. Juni 1997       | Deutschland            | Köln                | Müngersdorfer Stadion                       | 60.000            | —            |
| 45                        | 6. Juni 1997       | Deutschland            | Bremen              | Weserstadion                                | 50.000            | —            |
| 46                        | 8. Juni 1997       | Niederlande            | Amsterdam           | Amsterdam Arena                             | 50.000            | —            |
| 47                        | 10. Juni 1997      | Niederlande            | Amsterdam           | Amsterdam Arena                             | 50.000            | —            |
| 48                        | 13. Juni 1997      | Deutschland            | Kiel                | Nordmarksportfeld                           | 55.000            | —            |
| 49                        | 15. Juni 1997      | Deutschland            | Gelsenkirchen       | Parkstadion                                 | 50.000            | —            |
| 50                        | 18. Juni 1997      | Italien                | Mailand             | San Siro Stadium                            | 45.000            | —            |
| 51                        | 20. Juni 1997      | Schweiz                | Lausanne            | Stade Olympique de la Pontaise              | 35.000            | —            |
| 52                        | 22. Juni 1997      | Luxemburg              | Bettemburg          | Krakelshaff                                 | 45.000            | —            |
| 53                        | 25. Juni 1997      | Frankreich             | Lyon                | Matmut Stadium Gerland                      | 25.000            | —            |
| 54                        | 27. Juni 1997      | Frankreich             | Paris               | Parc des Princes                            | 70.000            | —            |
| 55                        | 29. Juni 1997      | Frankreich             | Paris               | Parc des Princes                            | 60.000            | —            |
| 56                        | 2. Juli 1997       | Osterreich             | Wien                | Ernst-Happel-Stadion                        | 50.000            | —            |
| 57                        | 4. Juli 1997       | Deutschland            | München             | Olympiastadion München                      | 70.000            | —            |
| 58                        | 6. Juli 1997       | Deutschland            | München             | Olympiastadion München                      | 70.000            | —            |
| 59                        | 9. Juli 1997       | Vereinigtes Konigreich | Sheffield           | Don Valley Stadium                          | 43.031 / 48.000   | $1.991.600   |
| 60                        | 12. Juli 1997      | Vereinigtes Konigreich | London              | Wembley-Stadion                             | 212.601 / 216.000 | $9.236.683   |
| 61                        | 15. Juli 1997      | Vereinigtes Konigreich | London              | Wembley-Stadion                             | 212.601 / 216.000 | $9.236.683   |
| 62                        | 17. Juli 1997      | Vereinigtes Konigreich | London              | Wembley-Stadion                             | 212.601 / 216.000 | $9.236.683   |
| 63                        | 19. Juli 1997      | Irland                 | Dublin              | RDS Stadium                                 | 43.261 / 43.261   | $1.740.203   |
| 64                        | 25. Juli 1997      | Schweiz                | Basel               | St. Jakob Stadium                           | 50.000 / 50.000   | $2.317.881   |
| 65                        | 27. Juli 1997      | Frankreich             | Nizza               | Stade Charles-Ehrmann                       | 30.003 / 36.260   | $1.083.898   |
| –                         | 29. Juli 1997      | Spanien                | Barcelona           | Estadi Olímpic Lluís Companys               | – abgesagt –      | – abgesagt – |
| –                         | 30. Juli 1997      | Tschechien             | Prag                | – unbekannt –                               | – abgesagt –      | – abgesagt – |
| 66                        | 1. August 1997     | Deutschland            | Berlin              | Olympiastadion Berlin                       | 78.187 / 78.187   | $2.934.036   |
| 67                        | 3. August 1997     | Deutschland            | Leipzig             | Leipziger Festwiese                         | 54.483 / 55.000   | $2.110.035   |
| –                         | 8. August 1997     | Slowenien              | Ljubljana           | Hipodrom Ljubljana                          | – abgesagt –      | – abgesagt – |
| 68                        | 10. August 1997    | Deutschland            | Hockenheim          | Hockenheimring                              | 85.000 / 85.000   | $3.261.701   |
| 69                        | 14. August 1997    | Danemark               | Kopenhagen          | Parken Stadium                              | 97.563 / 97.563   | $5.296.577   |
| 70                        | 16. August 1997    | Schweden               | Göteborg            | Ullevi-Stadion                              | 50.000 / 50.000   | $2.202.073   |
| 71                        | 19. August 1997    | Norwegen               | Oslo                | Valle Hovin Stadium                         | 37.904 / 40.000   | $1.646.889   |
| 72                        | 22. August 1997    | Estland                | Tallinn             | Song Festival Grounds                       | 75.000 / 75.000   | $2.627.174   |
| 73                        | 24. August 1997    | Finnland               | Helsinki            | Olympiastadion Helsinki                     | 91.106 / 96.000   | $4.166.735   |
| 74                        | 26. August 1997    | Finnland               | Helsinki            | Olympiastadion Helsinki                     | 91.106 / 96.000   | $4.166.735   |
| 75                        | 29. August 1997    | Danemark               | Kopenhagen          | Parken Stadium                              | 50.161 / 50.161   | $2.614.933   |
| 76                        | 3. September 1997  | Belgien                | Ostende             | Hippodrome Wellington                       | 60.000            | —            |
| –                         | 4. September 1997  | Spanien                | Barcelona           | Olympiastadion Barcelona                    | – abgesagt –      | – abgesagt – |
| –                         | 5. September 1997  | Spanien                | Almería             | Estadio Municipal Juan Rojas                | – abgesagt –      | – abgesagt – |
| 77                        | 6. September 1997  | Spanien                | Valladolid          | Nuevo Estadio Municipal José Zorrilla       | 45.000            | —            |
| –                         | 9. September 1997  | Spanien                | Madrid              | Estadio Vicente Calderón                    | – abgesagt –      | – abgesagt – |
| –                         | 11. September 1997 | Italien                | Palermo             | Stadio Renzo Barbera                        | – abgesagt –      | – abgesagt – |
| –                         | 13. September 1997 | Spanien                | Alicante            | Estadio José Rico Pérez                     | – abgesagt –      | – abgesagt – |
| –                         | 16. September 1997 | Tunesien               | Tunis               | Stade El Menzah                             | – abgesagt –      | – abgesagt – |
| –                         | 18. September 1997 | Tunesien               | Tunis               | Stade El Menzah                             | – abgesagt –      | – abgesagt – |
| –                         | 20. September 1997 | Turkei                 | Izmir               | İzmir Atatürk Stadı                         | – abgesagt –      | – abgesagt – |
| –                         | 23. September 1997 | Turkei                 | Istanbul            | Şükrü Saracoğlu Stadı                       | – abgesagt –      | – abgesagt – |
| –                         | 26. September 1997 | Turkei                 | Ankara              | Ankara 19 Mayıs Stadı                       | – abgesagt –      | – abgesagt – |
| Afrika                    |                    |                        |                     |                                             |                   |              |
| 78                        | 4. Oktober 1997    | Sudafrika              | Kapstadt            | Green Point Stadium                         | 73.295 / 74.000   | $2.092.625   |
| 79                        | 6. Oktober 1997    | Sudafrika              | Kapstadt            | Green Point Stadium                         | 73.295 / 74.000   | $2.092.625   |
| 80                        | 10. Oktober 1997   | Sudafrika              | Johannesburg        | JHB Stadium                                 | 106.495 / 108.000 | $3.747.560   |
| 81                        | 12. Oktober 1997   | Sudafrika              | Johannesburg        | JHB Stadium                                 | 106.495 / 108.000 | $3.747.560   |
| 82                        | 15. Oktober 1997   | Sudafrika              | Durban              | Kings-Park-Stadion                          | 45.000 / 45.000   | $1.493.047   |
| Leg 3 – 1998              |                    |                        |                     |                                             |                   |              |
| Südamerika                |                    |                        |                     |                                             |                   |              |
| –                         | Februar 1998       | Brasilien              | São Paulo           | Estádio do Morumbi                          | – abgesagt –      | – abgesagt – |
| –                         | Februar 1998       | Brasilien              | Curitiba            | Pedreira Paulo Leminski                     | – abgesagt –      | – abgesagt – |
| –                         | Februar 1998       | Brasilien              | Rio de Janeiro      | Maracanã                                    | – abgesagt –      | – abgesagt – |
| –                         | Februar 1998       | Brasilien              | Brasília            | Estádio Nacional de Brasília Mané Garrincha | – abgesagt –      | – abgesagt – |
| –                         | Februar 1998       | Argentinien            | Buenos Aires        | Estadio Monumental Antonio Vespucio Liberti | – abgesagt –      | – abgesagt – |